# Apteranabropsis tonkinensis
Apteranabropsis tonkinensis är en insektsart som först beskrevs av Rehn, J.A.G. 1906.  Apteranabropsis tonkinensis ingår i släktet Apteranabropsis och familjen Anostostomatidae. Inga underarter finns listade i Catalogue of Life.